# Prospecțiuni S. A. București
Prospecțiuni S. A. București este o companie de explorare și foraj din România.
Este specializată în geologie, explorare, prospecțiuni pentru hidrocarburi prin foraje, lucrări seismice, executând lucrări în special pentru Petrom și Romgaz Mediaș.
Acționarul majoritar al companiei este societatea omului de afaceri Ovidiu Tender, grupul Tender SA, care controlează 71,66% din acțiuni, în vreme ce SIF Muntenia deține 11,86%, iar MEI Roemenie & Bulgarije Fonds are 5,01%.
Titlurile companiei se tranzacționează la categoria de bază a pieței Rasdaq, sub simbolul PRSN.
Număr de angajați:
- 2010: 1.900[2]
- 2009: 3.000[2]

Cifra de afaceri:
- 2013: 382,4 milioane lei [3]
- 2012: 314,4 milioane lei [4]
- 2011: 315,3 milioane lei [5]
- 2010: 162.8 milioane lei[6]
- 2009: 224,8 milioane lei (53,1 milioane euro)[7]
- 2008: 124,6 milioane lei[7]
- 2007: 203 milioane lei[2]
- 2006: 207 milioane lei[2]
- 2005: 139 milioane lei[2]
- 2004: 139 milioane lei[2]

Profit net în 2009: 40,6 milioane de lei (9,6 milioane de euro)

## Activități
În 2013 întreaga activitate pentru al doilea semestru al anului a companiei Prospecțiuni a fost contractată în totalitate cu lucrări de prospectare seismică  2D și 3D pentru companii importante din domeniul petrol și gaze. Potrivit raportului semestrial al Prospecțiuni, compania lucrează în această perioadă pentru Romgaz(3D Transilvania Centru, Transilvania Sud și Muntenia, 2D Moldova și Muntenia ), Petrom (3D Cartojani și Vata-Aluniș), Petrofac - companie americană ( 3D Bălteni și Colibași), Aurelian(3D Brodina), Chevron, companie ce caută gaze de șist( 2D Dobrogea).
Activitățile de prospectare sunt îngreunate de absența unui cadru care să definească în mod clar proprietatea privată și de inexistența unor baze de date și a unor hărți detaliate cu referire la proprietarii de terenuri și la localizarea propriu-zisă a terenurilor.